# Saleem Farooqi
Saleem Farooqi (nascido em 5 de agosto de 1940) é um ex-ciclista paquistanês. Ele representou sua nação em quatro eventos durante os Jogos Olímpicos de Verão de 1956.